# Aminata Coulibaly
Aminata Coulibaly est une joueuse française de volley-ball.

## Clubs
| Club                       | Pays   | De        | À         |
| -------------------------- | ------ | --------- | --------- |
| ASPTT Mulhouse             | France | 2007-2008 | 2011-2012 |
| Hainaut Volley             | France | 2012-2013 | 2012-2013 |
| Saint-Cloud Stade français | France | 2013-2014 | ....      |

## Palmarès
- Championnat de France
  - Finaliste : 2008, 2009, 2010, 2011, 2012

- Coupe de France
  - Finaliste : 2009, 2010, 2012